# Seceda
Il Seceda (Secëda in ladino) è un monte ai piedi del gruppo delle Odle, collocato in val Gardena, sopra l'abitato di Ortisei. La sua vetta è raggiungibile tramite una funivia dal centro del paese.
Dalla vetta del Seceda, dal 1997, parte la gara sciistica Südtirol Gardenissima.

## Salita alla vetta

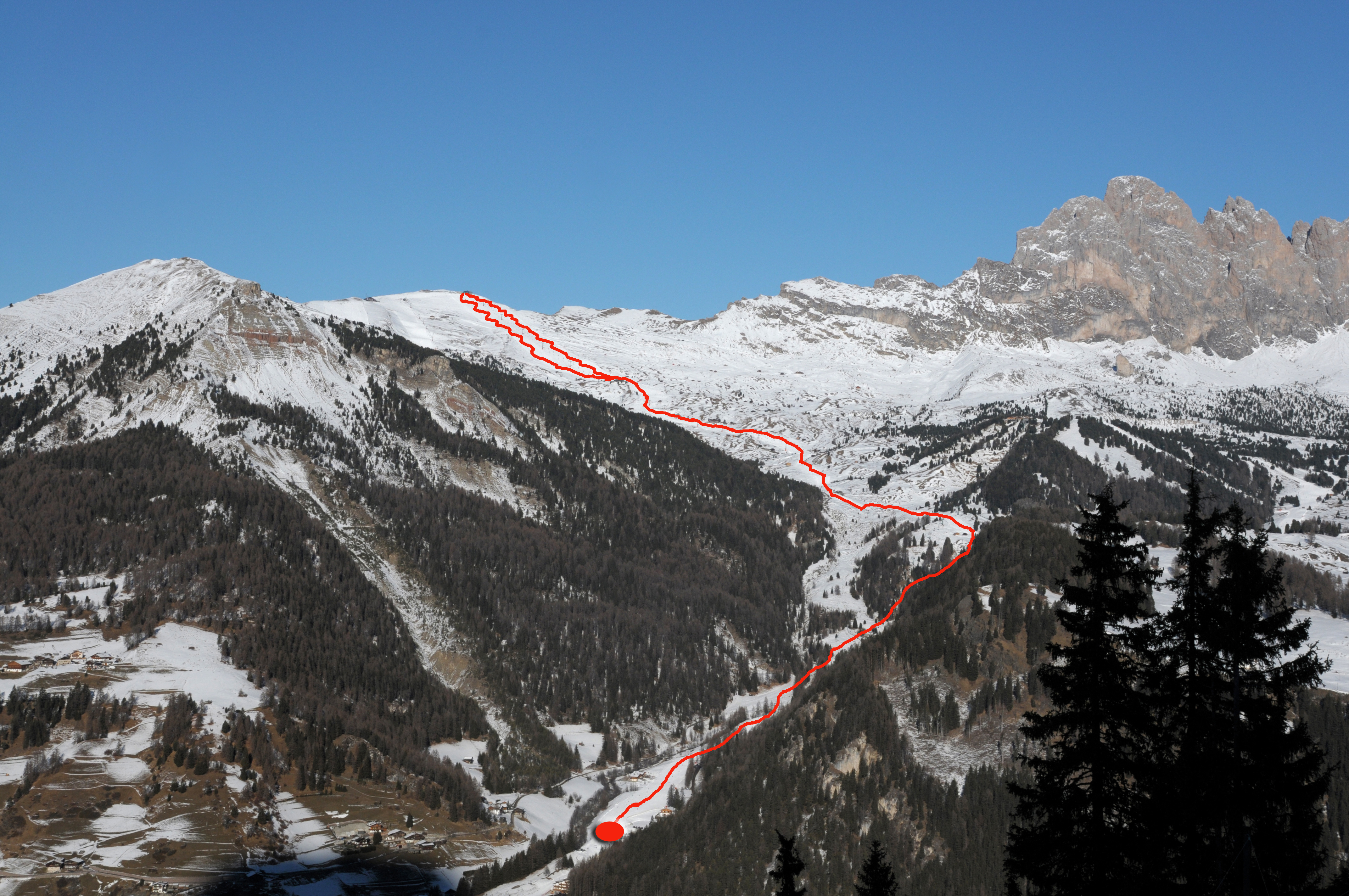
Il percorso della gara Südtirol Gardenissima dalla vetta del Seceda

Il modo più semplice per raggiungere la vetta del Seceda (2518 metri di quota) è attraverso l'impianto di risalita che parte da Ortisei e raggiunge direttamente la cima con il suo punto panoramico, oppure attraverso l'impianto di risalita che parte da Santa Cristina Valgardena e raggiunge il Col Raiser (2107 metri di quota). Sia che arrivate con la funivia del Seceda oppure con quella del Col Raiser, ci sono numerosi rifugi e ristoranti che si possono usare come punto di appoggio e ristoro.
La vetta però si può raggiungere anche a piedi partendo da sud da Ortisei, Santa Cristina o da Selva di Val Gardena oppure da nord dal comune di Funes. Partendo da Selva si può seguire il sentiero 3 dal Daunei fino al rifugio Firenze e poi proseguire verso la località Pietralongia e infine salire alla cima del monte Seceda.

## Galleria d'immagini

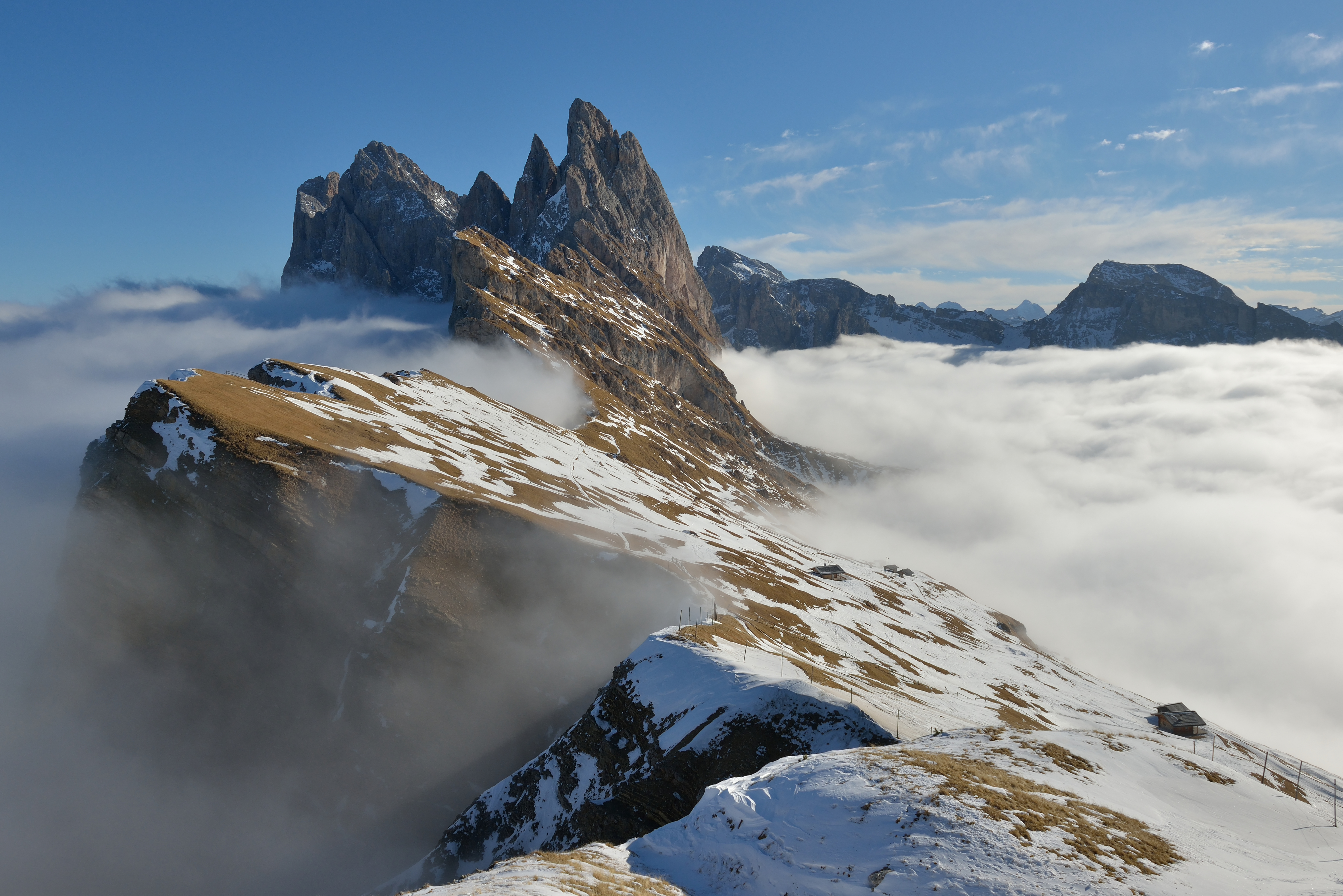
Vista delle Odle dalla vetta del Seceda
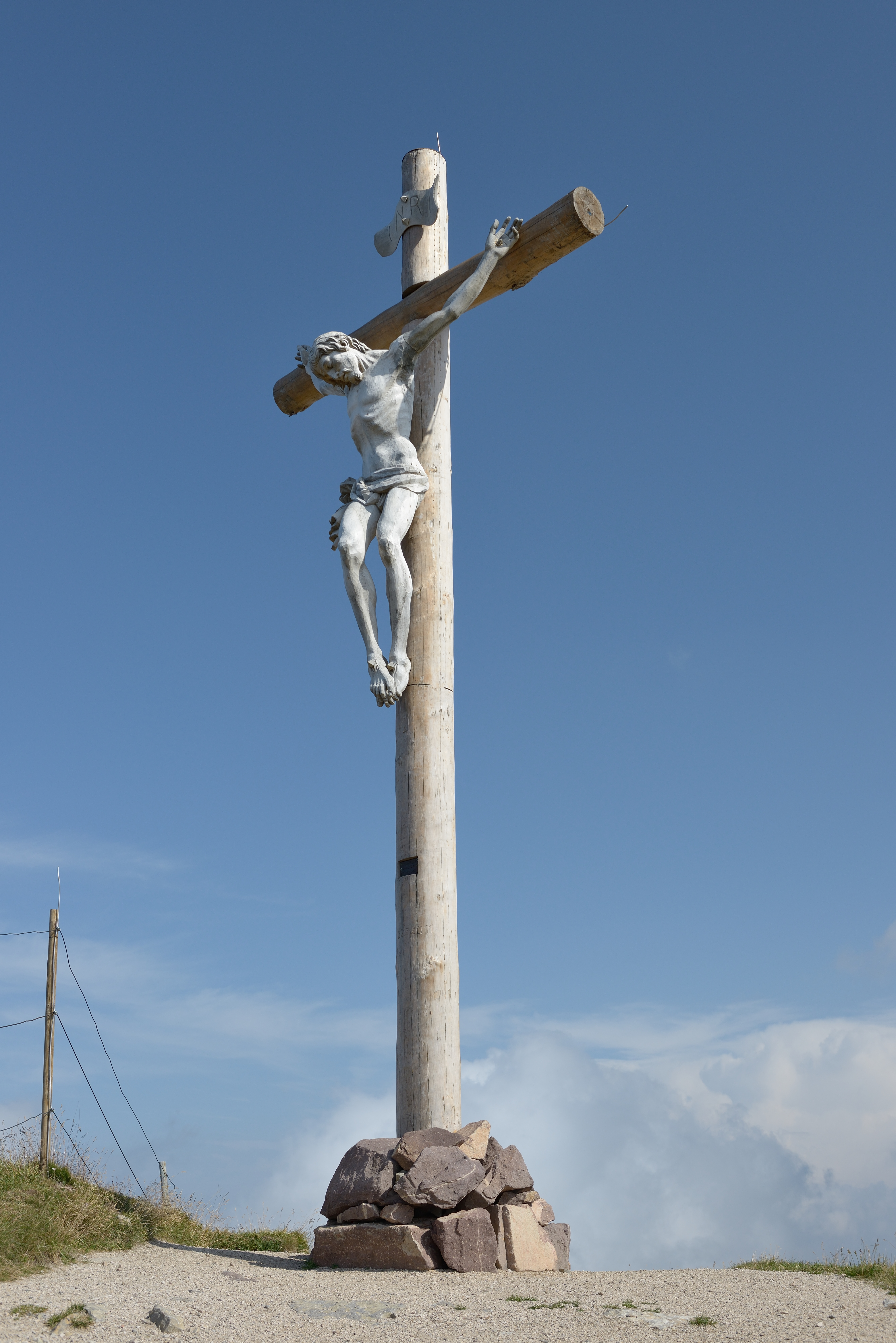
La croce di vetta del Seceda
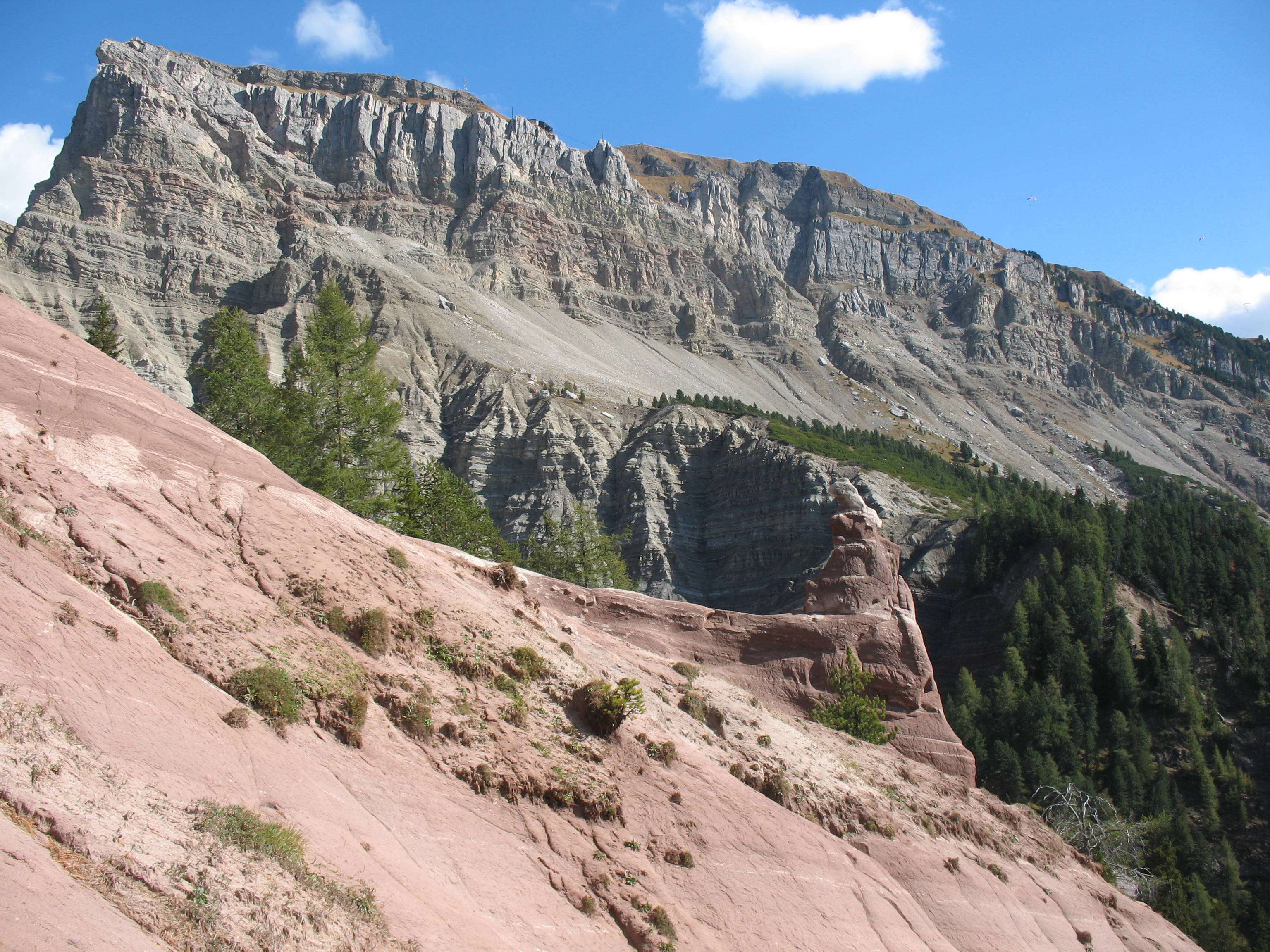
Il monte Seceda visto da Nord Ovest
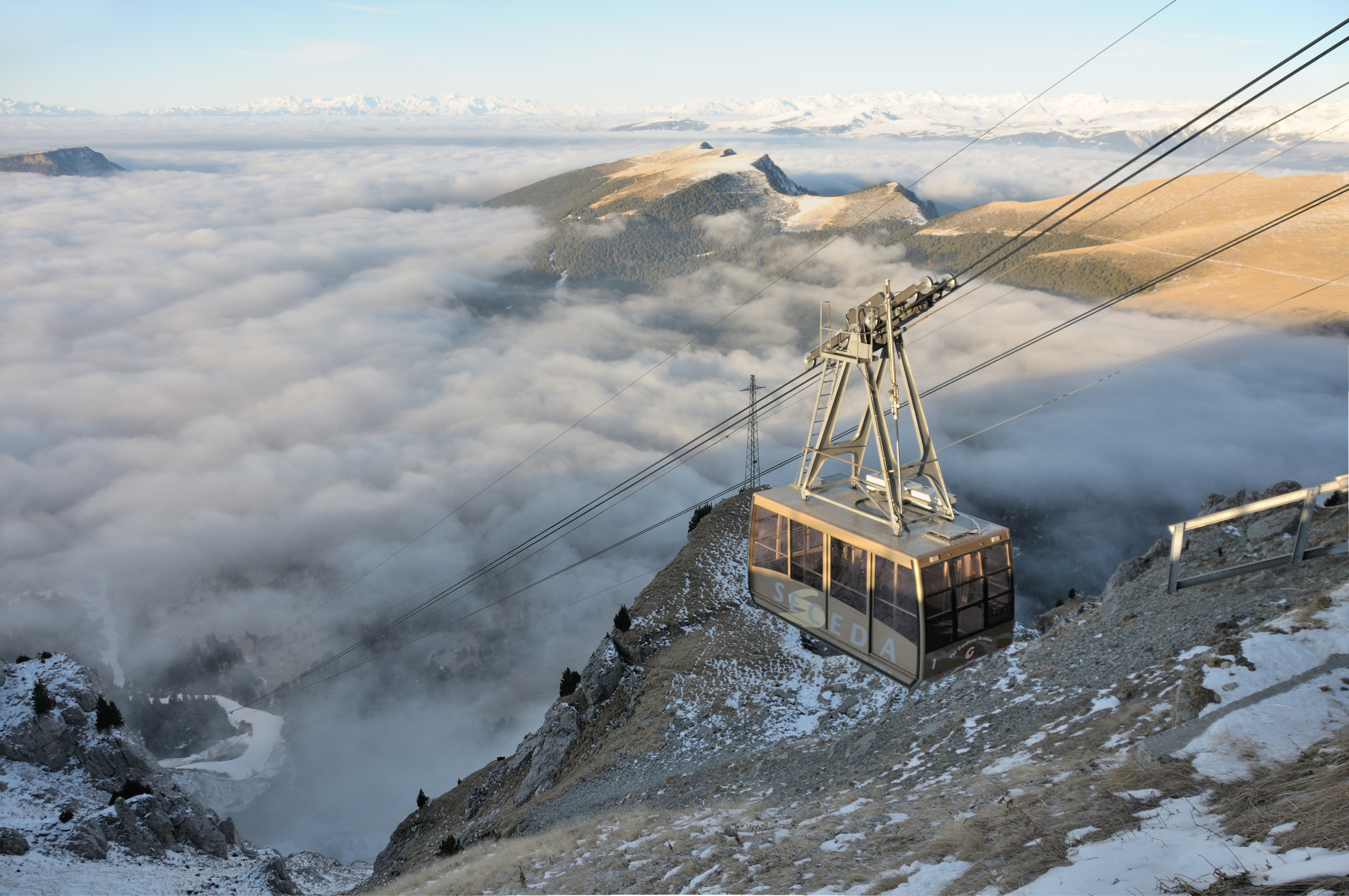
La funivia che porta alla vetta
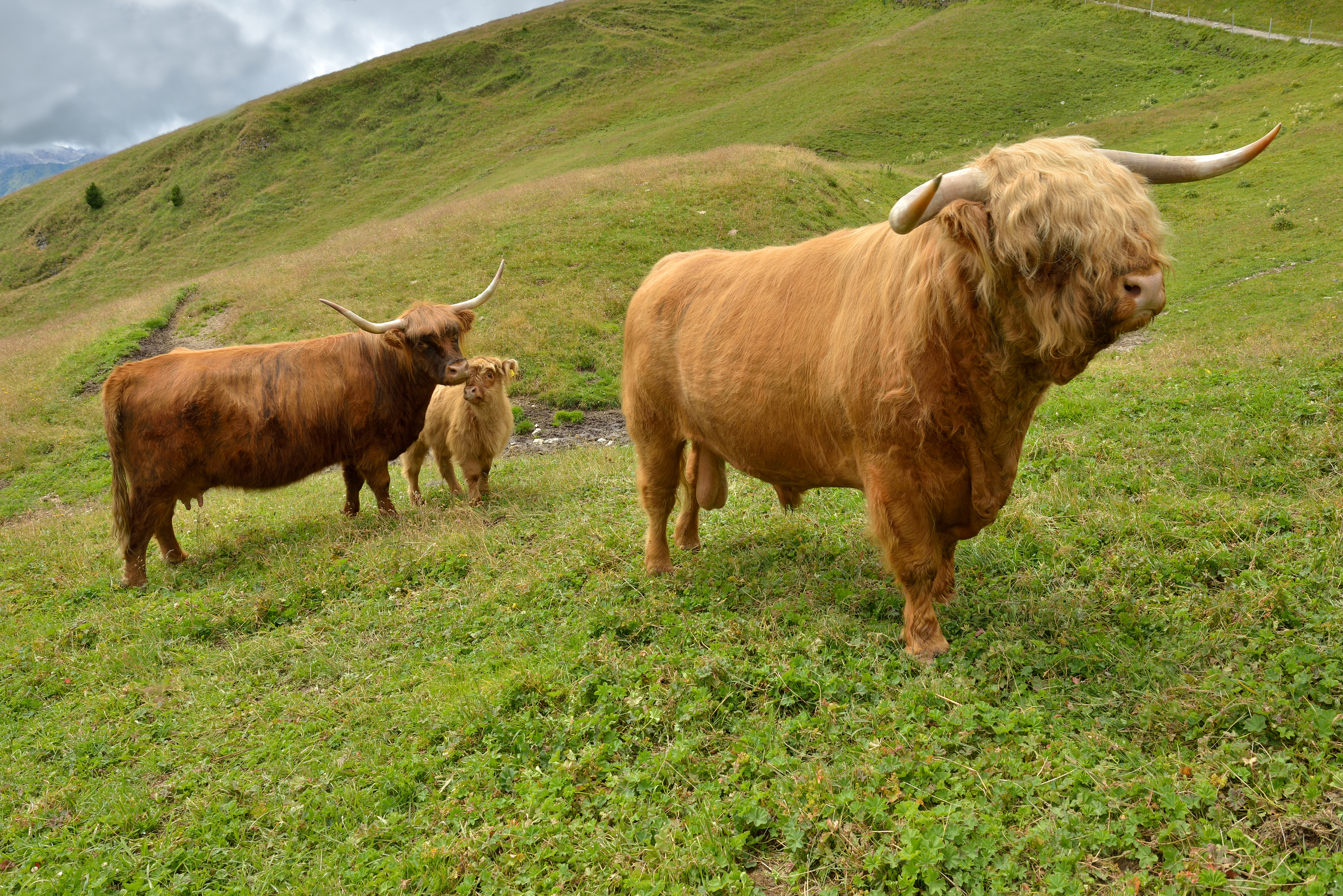
Bovini Highlander al pascolo sul Seceda